# 더 클래식, 정희정입니다
더 클래식, 정희정입니다는 대한민국 부산광역시, 경상남도 대표방송사인 KNN 파워FM (2015년 4월 11일 ~ 2016년 5월 8일)(부산 FM 99.9MHz, 기장,양산,정관 FM 96.3MHz, 창원 FM 102.5MHz, 진주 FM 105.5MHz)에서 방송되었고 5월 11일부터는 KNN 러브FM (부산 FM 105.7MHz, 양산 FM 88.5MHz, 기장,정관 FM 89.3MHz, 창원,김해,거제 FM 90.9MHz, 진주 FM 98.7MHz)으로 이관하여 정희정 아나운서의 진행으로 방송된 라디오 프로그램이다. 2018년 3월 26일 자로 3년만에 폐지되었다.

## 방송 시간
방송 시간은 KNN Love FM의 2016년 5월 11일부터를 기준으로 한다.
| 방송 채널    | 방송 기간                         | 방송 시간                           |
| ------------ | --------------------------------- | ----------------------------------- |
| KNN Power FM | 2015년 4월 11일 ~ 2016년 5월 8일  | 주말 오전 9:00 ~ 10:50 (1시간 50분) |
| KNN Love FM  | 2016년 5월 11일 ~ 2018년 3월 26일 | 매일 새벽 4:00 ~ 아침 6:00 (2시간)  |

## 코너

### 매일 코너
- 게릴라 티켓 이벤트
- 청취자 사연과 신청곡 소개

### 요일별 코너
- 월요일 : 클래식 in the 교과서
- 화요일 : 이번 주는 뭐 볼까?
- 수요일 : 웃기는 클래식
- 목요일 : 클래식 스캔들 ABC
- 금요일 : 아침을 여는 영화
- 토요일 : 장일범의 오페라 세상만사
- 일요일 : 이 주의 음반

## 정파
매달 마지막 주 월요일은 더 나은 방송수신을 위해 황령산 송신소와 양산 중계소와 기장/정관 중계소와 불모산 중계소와 장군대산 중계소의 방송장비 점검으로 인한 계획정파로 새벽 2시 ~ 5시까지 방송되지 않는다. (이현경의 뮤직토피아, 더 클래식, 정희정입니다 1부) 
따라서 이 날 한정으로 2부가 1부를 대신했다.

## 동시간대 프로그램

### FM방송
- Before Sunrise 박창현입니다 (부산MBC FM4U, MBC경남 창원 FM4U, MBC경남 진주 FM4U)
- 세상을 여는 아침 김초롱입니다 (부산MBC FM4U, MBC경남 창원 FM4U, MBC경남 진주 FM4U)
- 우리말 금강경 (부산불교방송)
- 우리들의 찬불가 (부산불교방송)
- 아침예불 (부산불교방송)
- 경전공부 (부산불교방송)
- 법상스님의 목탁소리 (부산불교방송)
- 법문이 있는 음악카페 (부산원음방송)
- 성지의 아침 (부산원음방송)
- 기쁜소식 밝은세상 (CPBC 부산가톨릭평화방송)
- 포켓 중국어 (월~토) (EBS FM)
- 라디오 초급 일본어 (월~수) (EBS FM)
- 라디오 초급 중국어 (월~수) (EBS FM)
- 라디오 중급 일본어 (목~토) (EBS FM)
- 라디오 중급 중국어 (목~토) (EBS FM)
- 포켓 잉글리시 (월~토) (EBS FM)
- 수능특강 영어듣기 (일요일) (EBS FM)
- 이명희의 내가 매일 기쁘게 (부산CBS 음악FM)
- 명연주 명음반 재방송 (KBS 부산 Classic FM, KBS 창원 Classic FM)
- 국악의 향기 (KBS 부산 Classic FM, KBS 창원 Classic FM)
- 김주우의 팝 스테이션 (KNN 파워FM)
- 조정식의 펀펀투데이 (KNN 파워FM)
- K-Poppin 재방송 (Busan e-FM)
- The Wake Up Crew (Busan e-FM)
- 흐르는 음악처럼 (부산국악방송)
- 솔바람 물소리 (평일) (부산국악방송)
- 정회천의 좋은 아침, 좋을시고 (주말) (전주국악방송 수중계) (부산국악방송)

### AM방송(KNN 러브FM 포함)
- 출발! Happy FM 김성은입니다 (KBS부산 해피FM, KBS창원 해피FM)
- 서인의 새벽다방 (부산MBC 라디오, MBC경남 창원라디오, MBC경남 진주라디오)
- 건강한 아침 이진입니다 (부산MBC 라디오, MBC경남 창원라디오, MBC경남 진주라디오)
- 행복한 시니어 (KBS부산 제1라디오),(KBS창원 제1라디오),(KBS진주 제1라디오)
- 어업기상통보 (KBS부산 제1라디오),(KBS창원 제1라디오),(KBS진주 제1라디오)
- 싱싱 농수산 (KBS부산 제1라디오),(KBS창원 제1라디오),(KBS진주 제1라디오)
- 새 아침입니다 (부산CBS 표준FM),(경남CBS 표준FM)
- 오늘을 생각하며 (부산CBS 표준FM),(경남CBS 표준FM)
- 날마다 주님과 함께 (부산CBS 표준FM),(경남CBS 표준FM)
- 성서강해 (월~토) (부산CBS 표준FM),(경남CBS 표준FM)
- 아침강단 (일요일) (부산CBS 표준FM),(경남CBS 표준FM)

## 같이 보기
- 이은지의 아름다운 그대곁에 (TJB Power FM)

| KNN 러브FM          |                             |                          |
| 이전                | 더 클래식, 정희정입니다 1부 | 다음                     |
| 이현경의 뮤직토피아 | 더 클래식, 정희정입니다 1부 | 여기는 KNN 러브FM        |
| 새벽 2시 ~ 새벽 4시 | 새벽 4시 ~ 새벽 4시 55분    | 새벽 4시 55분 ~ 새벽 5시 |
|                     |                             |                          |

| KNN 러브FM               |                                                         |                                  |
| 이전                     | 더 클래식, 정희정입니다 2부                             | 다음                             |
| 여기는 KNN 러브FM        | 더 클래식, 정희정입니다 2부                             | 고현준의 뉴스브리핑              |
| 새벽 4시 55분 ~ 새벽 5시 | 월~금 새벽 5시 5분 ~ 오전 6시 토~일 오전 5시 ~ 오전 6시 | 오전 6시 5분 ~ 오전 7시          |
|                          |                                                         | SBS 뉴스 오전 6시 ~ 오전 6시 5분 |